# أحمد بن سعيد الرميحي
أحمد بن سعيد بن جبر الرميحي دبلوماسي وكاتب قطري، ولد في الدوحة عام 1966م يشغل حاليا منصب المدير العام لوكالة الأنباء القطرية. وكان قد شغل منصب مدير المكتب الإعلامي في وزارة الخارجية القطرية.
التحق بالعمل في الوزارة بعد أن أنهى دراسته الجامعية في الدوحة واكتسب خبرات ومهارات دبلوماسية عديدة فتحصّل على درجة سفير وعمل في سفارة دولة قطر لدى البحرين. وإلى جانب خبراته الدبلوماسية يعتبر الرميحي كاتب صحفي ذو خبرة كبيرة حيث عمل كرئيس للتحرير في صحيفة العرب القطرية وأحياها بعد أن عانت في فترة انقطاع طويلة، بالإضافة لكونه من المؤسسين الرئيسيين لجريدة الوطن وناشر للمقالات في الصحف المحلية الأخرى مثل جريدة الراية وجريدة الوطن، ومثّل الرميحي دولة قطر في العديد من المؤتمرات الخليجية وساهم في كتابة مقالات وتقارير تتعلق بالشؤون السياسية والرياضية.
وفي شهر سبتمبر، أصدر الشيخ تميم بن حمد آل ثاني، أمير دولة قطر، القرار الأميري رقم 48 لسنة 2021 بتعيين السيد أحمد سعيد جبر الرميحي مديراً عاما لوكالة الأنباء القطرية.

## المؤهلات العلمية
بكالوريوس لغة العربية/ صحافة (جامعة قطر) عام 1989م.

## الخبرات العملية
- كاتب صحفي في جريدة الراية «أوراق مبعثرة» عام 1989.
- رئيس قسم الإعلام التربوي بوزارة التربية والتعليم عام 1990.[3]
- المكتب الصحافي بوزارة الخارجية عام 1994.
- كاتب صحفي في صحيفة الوطن عام 1995.
- رئيس قسم الرصد الإعلامي بإدارة المعلومات والبحوث حتى 2004.[4]
- سفارة قطر في مملكة البحرين حتى عام 2008.
- رئيس تحرير ومدير عام جريدة العرب عام 2009 - 2014.
- مدير المكتب الإعلامي، وزارة الخارجية منذ العام 2014- 2021.[5]
- المدير العام لوكالة الأنباء القطرية، من عام 2021، ما زال.[2]